# Gražina
Gražina (Grażyna. Powieść litewska) je poema romantického polského básníka Adama Mickiewicze vydaná roku 1823 v druhém svazku jeho básní Poezie (Poezje). Odehrává se ve 14. století a popisuje činy heroické litevské kněžny Gražiny v boji proti silám středověkého Řádu německých rytířů. Předpokládá se, že ženská postava byla inspirována Mickiewiczovou milenkou z Kovna, Karolinou Kowalskou. Jméno Gražina vymyslel sám Mickiewicz, který k tomu použil kořen litevského přídavného jména „graži“, které znamená „krásná“.

## Charakteristika básně
Vznik Grażyny přímo souvisí s rostoucí popularitou epických básní ve stylu Torquata Tassa v první polovině 19. století a s autorovým pečlivým studiem zvyků a tradic pohanské Litvy (zejména jeho rodného Novogrodku). Forma díla byla také stylizována tak, aby připomínala staropolský jazyk.

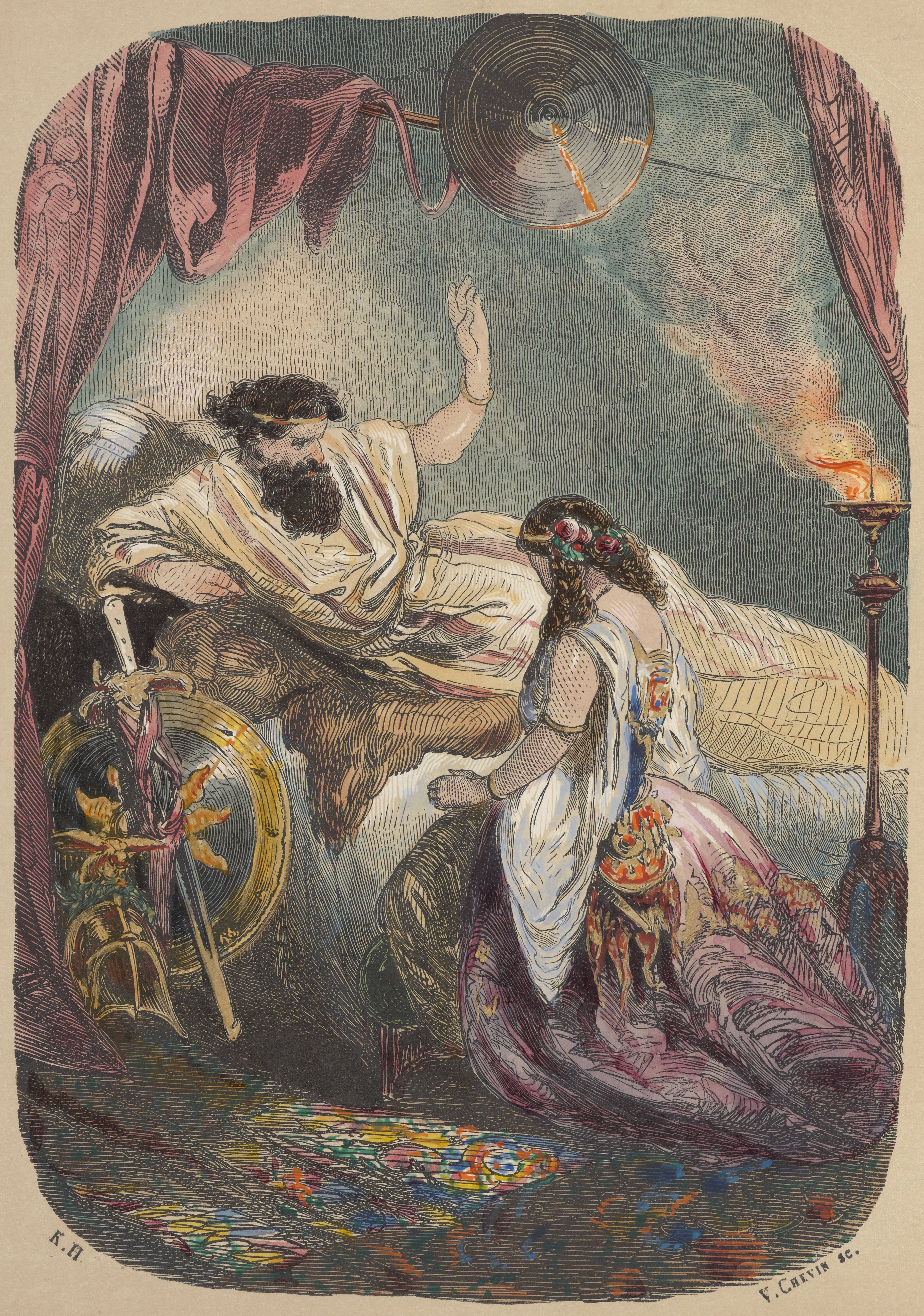
Ilustrace z pařížského vydání roku 1851

Dílo, napsané v rané fázi romantismu v Polsku, obsahuje i některé literární rysy osvícenství a zároveň se v ní projevuje vliv středověku, renesance a inspirace Homérem. Předobrazem kněžny Gražiny byla hrdinka Mickiewiczovy povídky Żywila z roku 1819. V obou dílech jsou hrdinkami udatné ženy, což je odkaz na Plútarchův ideál žemy-občanky. Jak pro Żywilu, tak pro Grażynu je dobro veřejnosti a láska k vlasti důležitější než vlastní život.
Ačkoliv je děj básně poměrně složitý, autor se  snaží vysvětlit všechny nejasnosti, učinit dílo realističtější a scény propojit logickým řetězcem příčiny a následku. Grażyna tak neprojevuje kompoziční svobodu typickou pro romantické básnické dílo, jako je například roztříštěnost děje, a její styl se blíží více kánonům klasicismu 18. století než nové romantické poetice.
Dílo uzavírá Epilog vydavate (Epilog wydawcy) a autorské vysvětlivky (Przypisy historyczne).  Oba dodatky Mickiewicz použil k tomu, aby dodal vyprávěnému příběhu důvěryhodnost jako „nalezeného rukopisu“, který byl populární v raném romantickém období. Na rozdíl od hlavní části básně stylizované do staropolštiny je Epilog napsán jazykem z období renesance. Mělo to zřejmě vyvolat dojem, že Epilog vznikl mnohem později než samotná báseň jako součást literární fikce, autorem velmi pečlivě vymyšlené.

## Obsah básně
Děj Gražiny se odehrává ve středověké Litvě. Báseň začíná scénou za temné noci, kdy na hrad v Novogrodku přijíždějí vyslanci Řádu německých rytířů (křižáků), aby se domluvili o dalším společném postupu s knížetem Litavorem. Kníže totiž s nimi uzavřel spojenectví proti svému vládci, litevskému velkoknížeti Vitoldovi, protože mu odebral léna, která mu předtím udělil. Rádce knítete Rymwid domlouvá svému pánovi, aby se nepouštěl do bratrovražedného boje. Když však jeho hlas Litavora nepřesvědčí, Rymwid hledá pomoc u kněžny. Gražina, považovaná za nejkrásnější ženu v Litvě, je také rozhodně proti smlouvě s řádem a spojenectví s ním považuje za zradu národa. Ani její slova však Litavorovo rozhodnutí nezmění. 

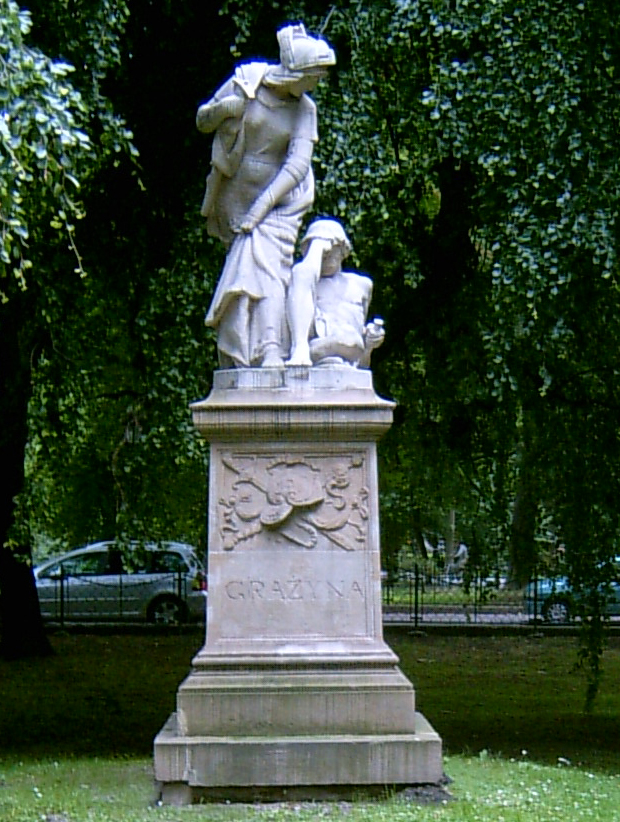
Pomník Grażyny a Litavora v krakovském parku Planty

Křižáci přijíždějí v noci, když Litavor spí. Gražina je jménem manžela odmítne. Tuto urážku Křižáci nestrpí a zaútočí na hrad. Aby zabránila dobytí hradu, rozhodne se Gražina obléci si zbroj spícího manžela a vést voljsko do bitvy. Příběh je ale vyprávěn tak, že se čtenář nedozví, že do boje se postavila Gražina a ne Litavor. Ačkoli vypravěč naznačuje, že se kníže chová poněkud zvláštně a postrádá schopnosti dobrého rytíře, celou pravdu se dozvídáme až na samém konci básněn a přesné vysvětlení všech událostí je podáno až v Epilogu.
V kritické chvíli bitvy s křížáky se na bojišti objeví rytíř v černém plášti na černém koni a rozhodne o vítězství Litavorova vojska. Gražina, která má na sobě Litavorovo brnění, je ale v bitvě smrtelně zraněna. Až u pohřební hranice lid zjistí, že je nevedl jejich kníže, nýbrž jeho žena. Černým rytířem však není nikdo jiný než Litavor, který se zoufale vrhá do plamenů a umírá se svou milovanou ženou.
Sled událostí v poemě je podrobně vysvětlen až v Epilogu vydavate, který je nedílnou součástí básně. Vypravěč v něm vypráví příběh panoše, který byl oné rozhodující noci přítomen na hradě, byl svědkem úskoku kněžny a doprovázel knížete, když se probudil za zvuků boje a našel komnaty prázdné.

## Gražina v kultuře

### Hudební adaptace
V roce 1933 posloužila báseň jako základ pro operu Gražinaod litevkého skladatele Jurgise Karnavičiuse na libreto Kazyse Inčiūry. Šlo o první litevskou operu v samostané Litvě.
V roce 1955 složil ukrajinský skladatel Borys Ljatošinskij stejnojmenné orchestrální dílo založené na básni na památku stého výročí Mickiewiczovy smrti.

### Sochařství
V roce 1886 v byl krakovském parku )Planty na počest Adama Mickiewicze vztyčen pomník Grażyny a Litavora od polského sochaře Alfreda Dauna.

## Česká vydání
- Gražina in  ŠTULC, Václav. Sebrané spisy básnické. Svazek druhý, Kniha překladův básní A. Mickiewiczových. Praha: I. L. Kober 1878. Dostupné online
- Gražina a jiné básně. Praha: Jan Otto 1911. Překlad František Kvapil.
- Balady a romance; Sonety; Sonety krymské; Básně; Gražina. Praha: SNKLHU 1953. Překlad František Halas za jazykové spolupráce Josefa Matouše.